# Grammy Award al miglior album reggae
Il Grammy Award al miglior album reggae (Grammy Award for Best Reggae Album) è un premio presentato ai Grammy Awards, una cerimonia fondata nel 1958 e originariamente chiamata Gramophone Awards assegnato a gruppi o artisti che ha prodotto il miglior album discografico reggae dell'anno. Gli onori in varie categorie vengono presentati alla cerimonia del National Academy of Recording Arts and Sciences degli Stati Uniti per "onorare il successo artistico, la competenza tecnica e l'eccellenza generale nell'industria della registrazione, senza riguardo alle vendite di album o alla posizione del grafico".
Il gruppo giamaicano Black Uhuru ha ricevuto il primo premio nei Grammy Awards 1985. A partire dalla cerimonia del 1992, il nome del premio è stato cambiato come Best Reggae Album. A partire dal 2002, i premi sono stati spesso presentati agli ingegneri , ai mixer e/o ai produttori oltre agli artisti. Secondo la guida per le classifiche di categoria per i 52° Grammy Awards, le opere ammissibili sono gli album reggae vocali o strumentali "contenenti almeno il 51% del tempo di riproduzione di musica reggae, Dancehall e musica ska.

## Vincitori e candidati

### Anni 1980
- 1985[4]
  - Anthem - Black Uhuru
  - Reggae Nights - Jimmy Cliff
  - Steppin' Out - Steel Pulse
  - Captured Live - Peter Tosh
  - King Yellowman - Yellowman
- 1986[5]
  - Cliff Hanger - Jimmy Cliff

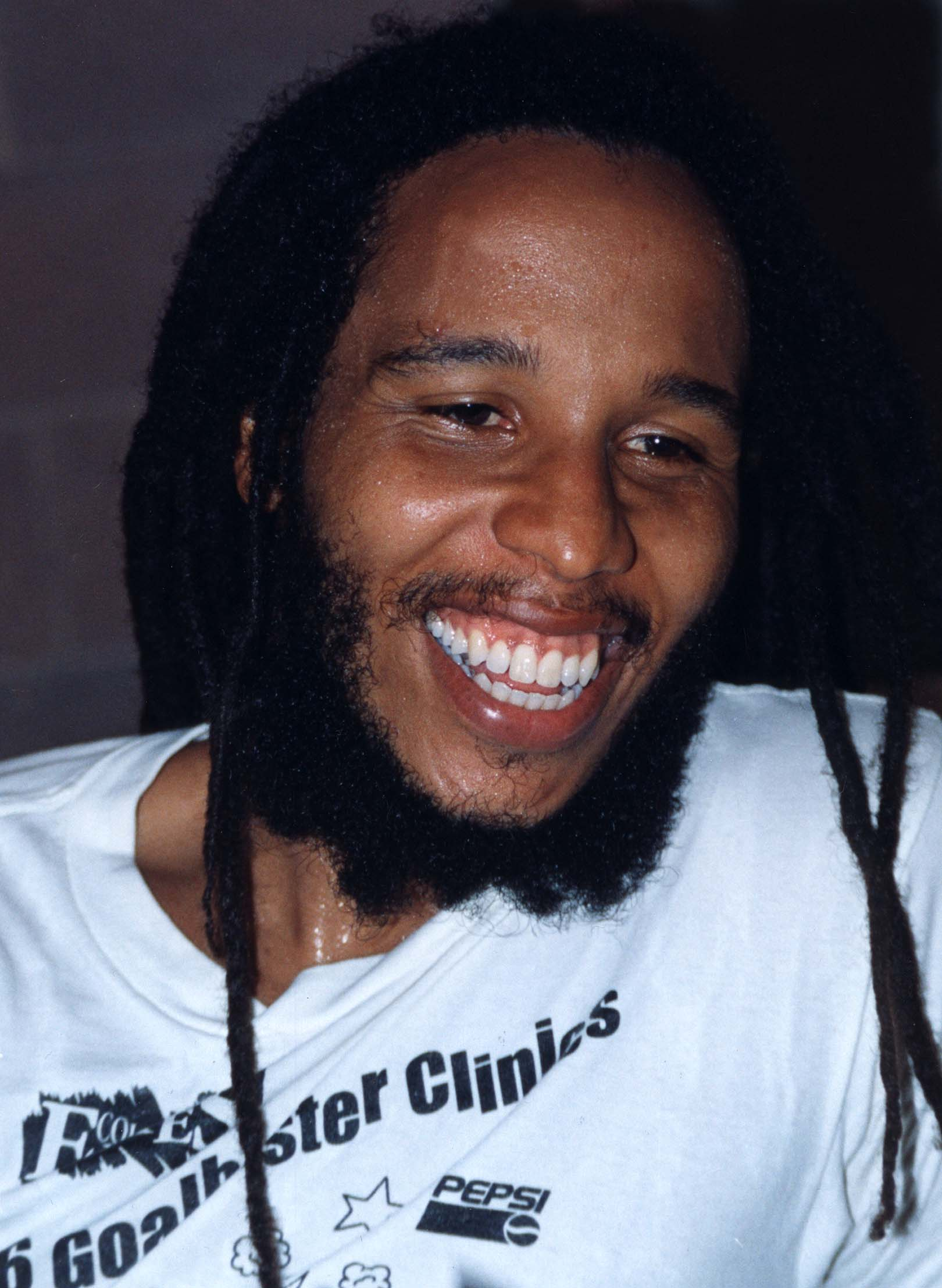
Ziggy Marley ha vinto questo premio 6 volte (3 volte come membro del gruppo Ziggy Marley and the Melody Makers).

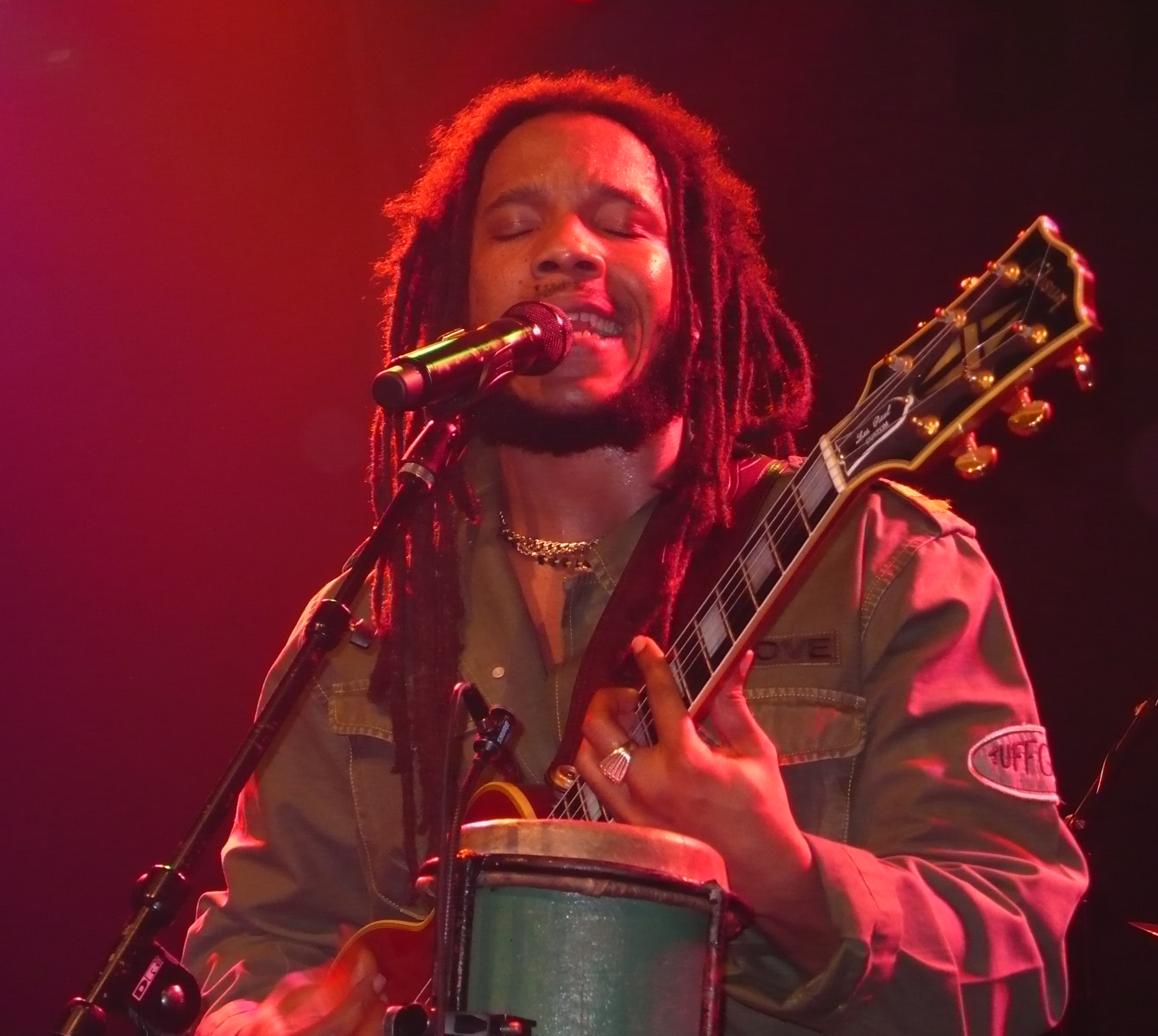
Stephen Marley ha vinto questo premio 5 volte (3 volte come membro del gruppo Ziggy Marley and the Melody Makers).

  - Alive in Jamaica - Blue Riddim Band
  - Resistance - Burning Spear
  - Working Wonders - Judy Mowatt
  - Play the Game Right - Ziggy Marley and the Melody Makers
- 1987[6]
  - Babylon the Bandit - Steel Pulse
  - Brutal - Black Uhuru
  - Club Paradise - Jimmy Cliff
  - Linton Kwesi Johnson in Concert with the Dub Band - Linton Kwesi Johnson e The Dub Band
  - Rasta Philosophy - The Itals
- 1988[7]
  - No Nuclear War - Peter Tosh
  - Brutal Dub - Black Uhuru
  - People of the World - Burning Spear
  - Hold On to Love - Third World
  - UB40 CCCP: Live in Moscow - UB40
- 1989[8]
  - Conscious Party - Ziggy Marley and the Melody Makers
  - Hanging Fire - Jimmy Cliff
  - Toots in Memphis - Toots
  - UB40 - UB40
  - Breakfast in Bed - UB40 e Chrissie Hynde

### Anni 1990
- 1990[9]
  - One Bright Day - Ziggy Marley and the Melody Makers
  - Liberation - Bunny Wailer
  - Live in Paris: Zenith '88 - Burning Spear
  - Serious Business - Third World
  - I.D. - Wailers Band
- 1991[10]
  - Time Will Tell: A Tribute to Bob Marley - Bunny Wailer
  - Now - Black Uhuru
  - Mek We Dweet - Burning Spear
  - An Hour Live - Toots & the Maytals
  - Make Place for the Youth - Andrew Tosh
- 1992[11]
  - As Raw As Ever - Shabba Ranks
  - Iron Storm - Black Uhuru
  - Gumption - Bunny Wailer
  - We Must Carry On - Rita Marley
  - Victims - Steel Pulse
  - Jahmekya - Ziggy Marley and the Melody Makers
- 1993[12]
  - X-tra Naked - Shabba Ranks
  - Breakout - Jimmy Cliff
  - Rastafari Centennial: Live in Paris – Elysee Montmartre - Steel Pulse
  - All Over the World - The Wailing Soul
  - Committed - Third World
- 1994[13]
  - Bad Boys - Inner Circle
  - Mystical Truth - Black Uhuru
  - The World Should Know - Burning Spear
  - Fe Real - Maxi Priest
  - Joy and Blues - Ziggy Marley and the Melody Makers
- 1995[14]
  - Crucial Roots Classics - Bunny Wailer
  - Rise and Shine - Aswad
  - Strongg - Black Uhuru
  - Light My Fire - Dennis Brown
  - Reggae Dancer - Inner Circle
  - Stir It Up - AA.VV.
- 1996[15]
  - Boombastic - Shaggy
  - Rasta Business - Burning Spear
  - Hi-Bop Ska! The 30th Anniversary Recording - The Skatalites
  - Live It Up - Third World
  - Free Like We Want 2 B - Ziggy Marley and the Melody Makers
- 1997[16]
  - Hall of Fame: A Tribute to Bob Marley's 50th Anniversary - Bunny Wailer
  - Mr. Cool - Gregory Isaacs
  - Man with the Fun - Maxi Priest
  - Lyrically Potent - Sister Carol
  - Greetings from Skamania - The Skatalites
- 1998[17]
  - Fallen Is Babylon - Ziggy Marley and the Melody Makers
  - Big Up - Aswad
  - Appointment with His Majesty - Burning Spear
  - Rage and Fury - Steel Pulse
  - Freedom of Speech - Yellowman
- 1999[18]
  - Friends - Sly & Robbie
  - Inna Heights - Buju Banton
  - Many Moods of Moses - Beenie Man
  - Psychedelic Souls - The Wailing Souls
  - Ska Father - Toots & the Maytals

### Anni 2000
- 2000[19]

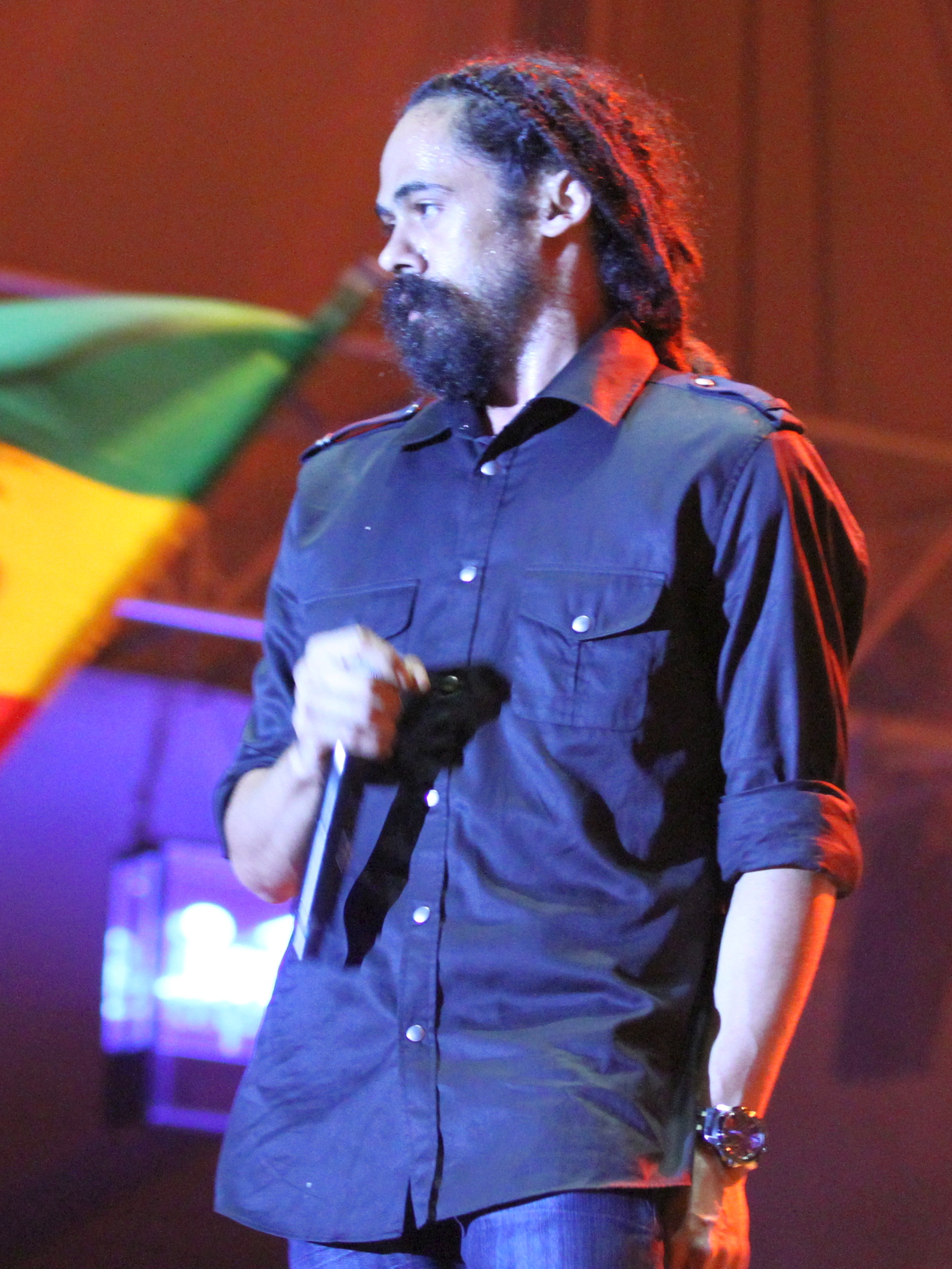
Damian Marley ha vinto in questa categoria 2 volte.

  - Calling Rastafari - Burning Spear
  - Roots Revival - Aswad
  - The Doctor - Beenie Man
  - Living Legacy - Steel Pulse
  - Generation Coming - Third World
- 2001[20]
  - Art and Life - Beenie Man
  - Life Is a Miracle - Pato Banton
  - Let Me Be the One - Dennis Brown
  - Private & Confidential - Gregory Isaacs
  - Equality - The Wailing Souls
- 2002[21]
  - Halfway Tree - Damian Marley
  - Music Is Life - Beres Hammond
  - A New Day - Luciano
  - Many More Roads - Ky-Mani Marley
  - Island Warriors - AA.VV.
- 2003[22]
  - Jamaican E.T. - Lee "Scratch" Perry
  - Merci - Alpha Blondy
  - Ghetto Dictionary: The Mystery - Bounty Killer
  - Still Blazin' - Capleton
  - Anything for You - Freddie McGregor
- 2004[23]
  - Dutty Rock - Sean Paul
  - Friends for Life - Buju Banton
  - Freeman - Burning Spear
  - Ain't Givin' Up - Third World
  - No Holding Back - Wayne Wonder
- 2005[24]
  - True Love - Toots & the Maytals
  - Black Magic - Jimmy Cliff
  - The Dub Revolutionaries - Sly & Robbie
  - African Holocaust - Steel Pulse
  - Def Jamaica - AA.VV.
- 2006[25]
  - Welcome to Jamrock - Damian Marley
  - Our Music - Burning Spear
  - The Trinity - Sean Paul
  - Clothes Drop - Shaggy
  - Black Gold & Green - Third World
- 2007[26]
  - Love Is My Religion - Ziggy Marley
  - Too Bad - Buju Banton
  - Youth - Matisyahu
  - Rhythm Doubles - Sly & Robbie
  - Who You Fighting For? - UB40
- 2008[27]
  - Mind Control - Stephen Marley
  - The Burning Spear Experience - Burning Spear
  - The End of an American Dream - Lee "Scratch" Perry
  - Anniversary - Sly & Robbie e The Taxi Gang
  - Light Your Light - Toots & the Maytals
- 2009[28]
  - Jah Is Real - Burning Spear
  - Let's Get Physical - Elephant Man
  - Vibes - Heavy D
  - Repentance - Lee "Scratch" Perry
  - Intoxication - Shaggy
  - Amazing - Sly & Robbie

### Anni 2010
- 2010[29]
  - Mind Control – Acoustic - Stephen Marley
  - Rasta Got Soul - Buju Banton
  - Brand New Me - Gregory Isaacs
  - Awake - Julian Marley
  - Imperial Blaze - Sean Paul
- 2011[30]
  - Before the Dawn - Buju Banton
  - Isaacs Meets Isaac - Gregory Isaacs e King Isaac
  - Revelation - Lee "Scratch" Perry
  - Made in Jamaica - Bob Sinclar e Sly & Robbie
  - One Pop Reggae + - Sly & Robbie and The Family Taxi
  - Legacy: An Acoustic Tribute to Peter Tosh - Andrew Tosh
- 2012
  - Revelation Pt. 1 – The Root of Life - Stephen Marley
  - Harlem-Kingston Express Live! - Monty Alexander
  - Reggae Knights - Israel Vibration
  - Wild and Free - Ziggy Marley
  - Summer in Kingston - Shaggy
- 2013[31]
  - Rebirth - Jimmy Cliff
  - Miracle - The Original Wailers
  - Tomahawk Technique - Sean Paul
  - New Legend – Jamaica 50th Edition - Sly & Robbie and the Jam Masters
  - Reggae Got Soul: Unplugged on Strawberry Hill - Toots & the Maytals
- 2014
  - In Concert - Ziggy Marley
  - One Love, One Life - Beres Hammond
  - The Messiah - Sizzla
  - Reggae Connection - Sly & Robbie and the Jam Masters
  - Reincarnated - Snoop Dogg
- 2015[32]
  - Fly Rasta - Ziggy Marley
  - Back on the Controls - Lee "Scratch" Perry
  - Full Frequency - Sean Paul
  - Out of Many, One Music - Shaggy
  - The Reggae Power - Sly & Robbie and Spicy Chocolate
  - Amid the Noise and the Haste - SOJA
- 2016
  - Strictly Roots - Morgan Heritage
  - Branches of the Same Tree - Rocky Dawuni
  - The Cure - Jah Cure
  - Acousticalevy - Barrington Levy
  - Zion Awake - Luciano
- 2017[33]
  - Ziggy Marley - Ziggy Marley
  - Sly & Robbie Presents...Reggae For Her - Devin Di Dakta & J.L
  - Rose Petals - J-Boog
  - Everlasting - Raging Fyah
  - Falling Into Place - Rebelution
  - Live in Virginia - SOJA
- 2018[34]
  - Stony Hill - Damian Marley
  - Chronology - Chronixx
  - Lost In Paradise - Common Kings
  - Wash House Ting - J Boog
  - Avrakedabra - Morgan Heritage
- 2019
  - 44/876 - Sting & Shaggy
  - As The World Turns - Black Uhuru
  - Reggae Forever - Etana
  - Rebellion Rises - Ziggy Marley
  - A Matter of Time - Protoje

### Anni 2020
- 2020[35]
  - Rapture - Koffee
  - As I Am - Julian Marley
  - The Final Battle: Sly & Robbie vs. Roots Radics - Sly & Robbie e Roots Radics
  - Mass Manipulation - Steel Pulse
  - More Work to Be Done - Third World
- 2021[36]
  - Got to Be Tough - Toots & the Maytals
  - Upside Down 2020 - Buju Banton
  - Higher Place - Skip Marley
  - It All Comes Back To Love - Maxi Priest
  - One World - The Wailers
- 2022[37]
  - Beauty in the Silence - Soldiers of Jah Army
  - Pamoja - Etana
  - Positivie Vibrations - Gramps Morgan
  - Live N Livin - Sean Paul
  - Royal - Jesse Royal
  - 10 - Spice
- 2023
  - The Kalling - Kabaka Pyramid
  - Gifted - Koffee
  - Scorcha - Sean Paul
  - Third Time's The Charm - Protoje
  - Com Fly Wid Mi - Shaggy
- 2024[38][39]
  - Colors of Royal – Julian Marley e Antaeus
  - Born for Greatness – Buju Banton
  - Simma – Beenie Man
  - Cali Roots Riddim 2023 – Collie Buddz
  - No Destroyer – Burning Spear

- 2025[40]
  - Bob Marley: One Love - Music Inspired By The Film (Deluxe) — AA.VV.
  - Take It Easy — Collie Buddz
  - Party With Me — Vybz Kartel
  - Never Gets Late Here — Shenseea
  - Evolution — The Wailers